# Szczurowice
Szczurowice (ukr. Щуровичі, Szczurowyczi) – wieś (dawniej miasteczko) na Ukrainie w obwodzie lwowskim (rejon czerwonogrodzki).

## Historia
Miasto królewskie lokowane w 1529 roku położone było w XVI wieku w województwie bełskim. Miasto wchodziło w skład starostwa szczurowickiego, leżało w powiecie buskim w XVIII wieku.
Za II Rzeczypospolitej Szczurowice były siedzibą gminy wiejskiej Szczurowice w powiecie radziechowskim w województwie tarnopolskim. W 1921 roku liczyły 1202 mieszkańców.
W 1937 w Szczurowicach poświęcono kościół (proboszczem był wówczas ks. Jan Witek).
W czasie okupacji niemieckiej wikariuszem, a od 1943 roku administratorem rzymskokatolickiej parafii w Szczurowicach był ks. Stanisław Mazak. Duchowny angażował się w działalność konspiracyjną AK. Jednocześnie założony przez niego komitet pomocowy opiekował się uchodźcami z Wołynia, głodującymi nauczycielami oraz wysyłał paczki dla polskich żołnierzy w niemieckiej niewoli. Swoich parafian zachęcał do niesienia pomocy Żydom, sam też takiej pomocy udzielał, m.in. dostarczając małżeństwu Wechslerów tzw. aryjskie papiery.
Za namową i przykładem ks. Mazaka w parafii Szczurowice pomoc Żydom niosły m.in. rodziny Marciszczuków (ukrywając Aleksa i Klarę Hart oraz Izaaka i Mendla Friedmanów), Miniewskich (ukrywając Izaaka Sterlinga i Józefa Parnasa), Łukasiewiczów (dostarczając żywność Shimonowi i Sophie Sterlingom), Bednarczyków (ukrywając Fishela Fischa, Jakuba Potasza i Isaaka Szterlinga) i Jaśkiewiczów (pomagając w różny sposób 9 Żydom). Ukraińscy nacjonaliści za ukrywanie Żydów zamordowali Jana Marciszczuka. 
W 1984 Instytut Jad Waszem uhonorował medalem Sprawiedliwy wśród Narodów Świata ks. Stanisława Mazaka, Marię Jaśkiewicz, Jana Jaśkiewicza, Stanisława Jaśkiewicza, nieznanego z imienia leśnika o nazwisku Bednarczyk, Stefana Miniewskiego, Jana Miniewskiego, Jana Marciszczuka, Annę Marciszczuk i Piotra Marciszczuka. W 1989 roku medal ten otrzymali Franciszka i Antoni Łukasiewiczowie.